# أثير

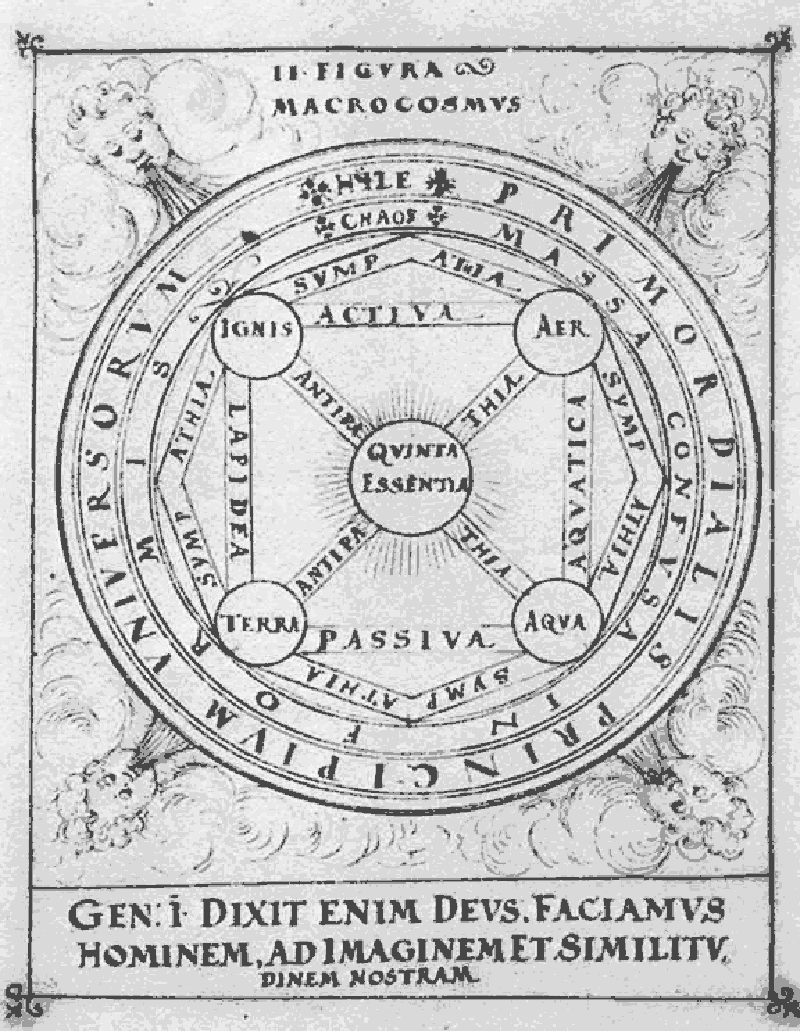

الأثير (باليونانية:αἰθήρ)، في علم الفيزياء هي مادة، كان يُعتقد أنها تملأ كل الفضاء الكوني. وفي أواخر القرن السابع عشر اعتقد بعض علماء الفيزياء أن الضوء يسير في موجات، وعرفوا أن الضوء يمكن أن يسير خلال فراغات توجد صناعيًا، وخلال فراغ الفضاء الخارجي. ولكنهم لم يستطيعوا أن يفسروا كيف أن الضوء يمكنه أن يسير بدون وسط (مادة يسير خلالها). ولذلك فقد افترضوا وجود أثير حامل للضوء بوصفه مادة تختلف عن كل المواد الأخرى. وهو لا يمكن أن يُرى أو يُحَس أو يُوزن، ونجده في الفراغات والفضاء الخارجي وخلال كل مادة. واعتقد العلماء أن الأثير ثابت وأن الكرة الأرضية والأجسام الأخرى في الفضاء - تتحرك خلاله.
وفي عام 1864، اقترح الفيزيائي كلارك ماكسويل أن موجات الضوء كهرومغنطيسية، وتسير كاضطرابات للمجال الكهرومغنطيسي. ولذلك، فإنها لا تحتاج إلى وسط لتسير فيه. ولكن ماكسويل وفيزيائيين آخرين ظلوا يعتقدون بوجود الأثير.
وفي عام 1887، قام عالمان أمريكيان، هما ألبرت ميكلسون، وإدوارد مورلي بإجراء تجربة لقياس سرعة الكرة الأرضية بالنسبة للأثير. وقد أوضحت اكتشافاتهم أن الكرة الأرضية لا تتحرك خلال الأثير. ولكن الفيزيائي الهولندي هندريك لورنتز، شرح الكشف بافتراض أن الأثير يؤثر في المادة بطريقة معقدة. وفي عام 1905، نشر الفيزيائي الألماني المولد ألبرت أينشتاين، نظريته الخاصة في النسبية التي تُظهر كيف يسلك الضوء، وأنه لا يعتمد على وجود الأثير.